# Herbert Böhme (Politiker)
Herbert Böhme (* 10. Juni 1907 in Schönefeld (Leipzig); † 25. Oktober 1990 in Hannover) war ein deutscher Politiker (SPD).
Herbert Böhme war ein Sohn eines Eisendrehers und besuchte eine Realschule in Leipzig. Ab 1924 machte er eine Lehre bei der Stadtbank Leipzig und trat 1925 der SPD bei. Er arbeitete zunächst bei dieser Bank, später besuchte er eine Oberschule in Rochlitz und schloss 1930 mit dem Abitur ab. Böhme studierte anschließend an der Universität Leipzig Philosophie, Pädagogik, Soziologie und Volkswirtschaft, das er 1934 mit der Staatsprüfung für das Lehramt für Volksschulen abschloss. Er arbeitete im Schuldienst in Sachsen, doch aus politischen Gründen schied er dort aus. Während des Zweiten Weltkriegs war er Abteilungsleiter bei der „Reichsstelle für Lederwirtschaft“ im Reichswirtschaftsministerium in Berlin.
Nach dem Krieg arbeitete Böhme in ähnlicher Funktion als Abteilungsleiter bei der Deutschen Zentralverwaltung der Industrie in der Sowjetischen Besatzungszone (SBZ). Bei der ersten Berlin Wahl 1946 wurde er in die Bezirksverordnetenversammlung im Bezirk Schöneberg gewählt. 1948 wechselte er zum Magistrat von Groß-Berlin und wurde etwas später Persönlicher Referent des Regierenden Bürgermeisters Ernst Reuter. Daher wurde Böhme bei der folgenden Wahl 1948 zwar in die Stadtverordnetenversammlung von Groß-Berlin gewählt, schied aber im Februar 1949 wieder aus dem Parlament aus.
Nach dem Tod Ernst Reuters im September 1953 wurde Böhme zunächst Regierungsdirektor beim Senat von Berlin und wurde anschließend 1958 Vorstandsvorsitzender der Feuersozietät. 1960 wurde er geschäftsführender Direktor bei der Sparkasse der Stadt Berlin-West und wurde schließlich 1972 pensioniert.